# Xipre al Festival de la Cançó d'Eurovisió 2012
| Edició                   | 2012                                                                  |
| Televisio(ns) implicades | CyBC                                                                  |
| Nom de la preselecció    | A Song for Ivi.                                                       |
| Dates                    | 25 de gener de 2012.                                                  |
| Format                   | Elecció interna de l'artista i posterior elecció pública de la cançó. |
| Presentadors             | Christos Grigoriades.                                                 |
| Nombre de participants   | 1                                                                     |

La CyBC va seleccionar internament la cantant Ivi Adamu com a representant xipriota pel Festival de 2012. L'artista va ser presentada oficialment el 8 d'agost de 2011.

## Organització
La CyBC organitzarà una gala en la qual l'artista seleccionada per la cadena interpretarà tres cançons, triades d'entre diverses propostes enviades per compositors tant xipriotes com de la resta d'Europa. Un jurat de la cadena i el televot del públic escolliran al 50% la cançó que l'artista interpretarà finalment al Festival. Les cançons es van presentar al públic el 6 de gener de 2012. La gala on la cançó guanyadora serà finalment escollida està prevista pel 25 de gener de 2012.

## Candidats
Ivi Adamu és l'artista seleccionada internament per la cadena.

Les tres cançons que interpretarà a la final són:
- La La Love
- You don't belong here
- Call the police

## Resultats
- Gala A Song For Ivi: 25 de gener de 2012.

1. La La Love - 24 punts

2. You don't belong here - 18 punts

3. Call the police - 18 punts

Ivi Adamu representarà Xipre al Festival de 2012 amb la cançó La la love.